# Tujsk
Tujsk (deutsch Tiegenort) ist ein Dorf und Schulzenamt der Landgemeinde Stegna im Powiat Nowodworski der Woiwodschaft Pommern in Polen. Die Einwohnerzahl im Jahr 2021 betrug 663.

## Geographie
Das Dorf liegt 22 Kilometer nordwestlich von Elbląg (Elbing) und 30 Kilometer südöstlich von Danzig. Die Kreisstadt Nowy Dwór Gdański (Tiegenhof) liegt sieben Kilometer südlich, Stegna (Steegen) acht Kilometer nördlich. Nachbarorte sind Rybina (Fischerbabke) im Nordwesten, Chełmek (Holm) im Norden, Chełmek-Osada im Osten, Stobiec (Stobbendorf) im Südosten, Żelichowo (Petershagen) im Süden, Nowotna im Südwesten und Świerznica (Kalteherberge) im Westen. 
Die Landschaft gehört zum Żuławy Wielkie (Großes Marienburger Werder) im Żuławy Wiślane (Weichsel-Nogat-Delta). Der Ort liegt auf dem Westufer der Tuja (Tiege), die die Ostgrenze der Gemarkung bildet, diese grenzt im Norden an die Szkarpawa (Elbinger Weichsel) und im Westen an die Linawa (Alte Lake). Das Gebiet wird von zahlreichen Gräben durchzogen, an denen vor 1945 zahlreiche Entwässerungsmühlen arbeiteten.

## Geschichte

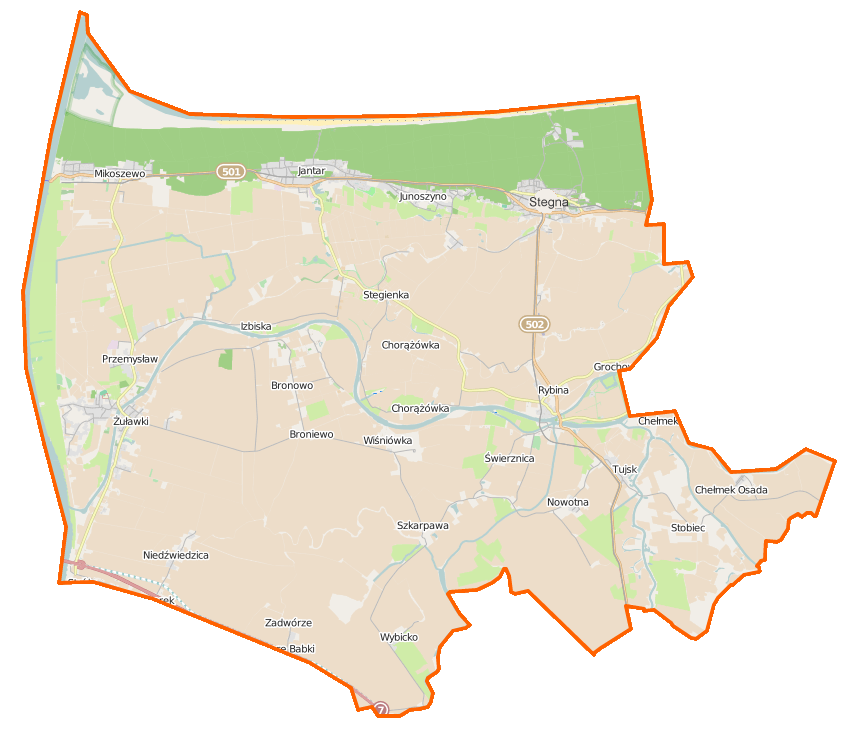
Karte der Landgemeinde

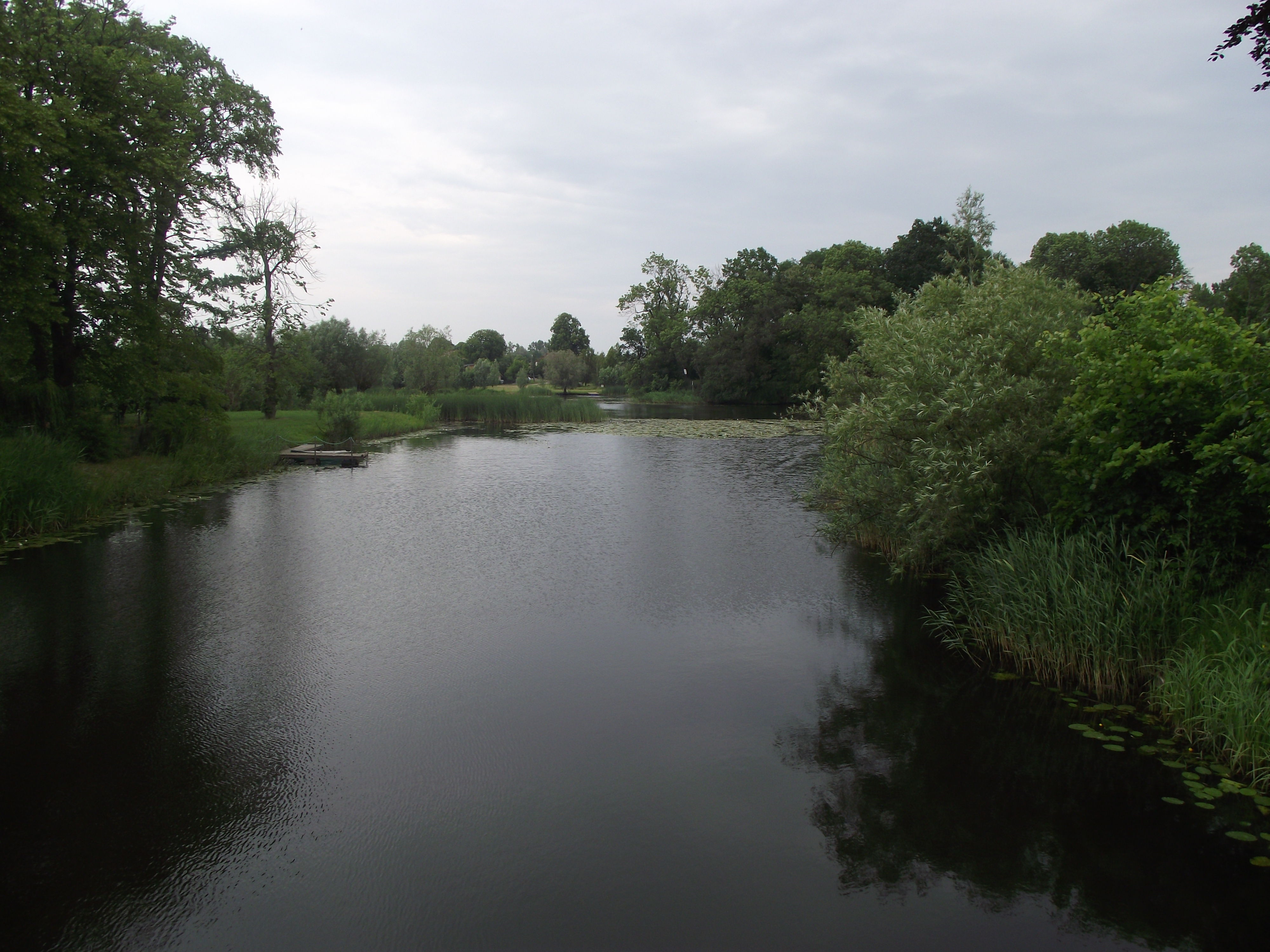
Die Linawa (Alte Lake)

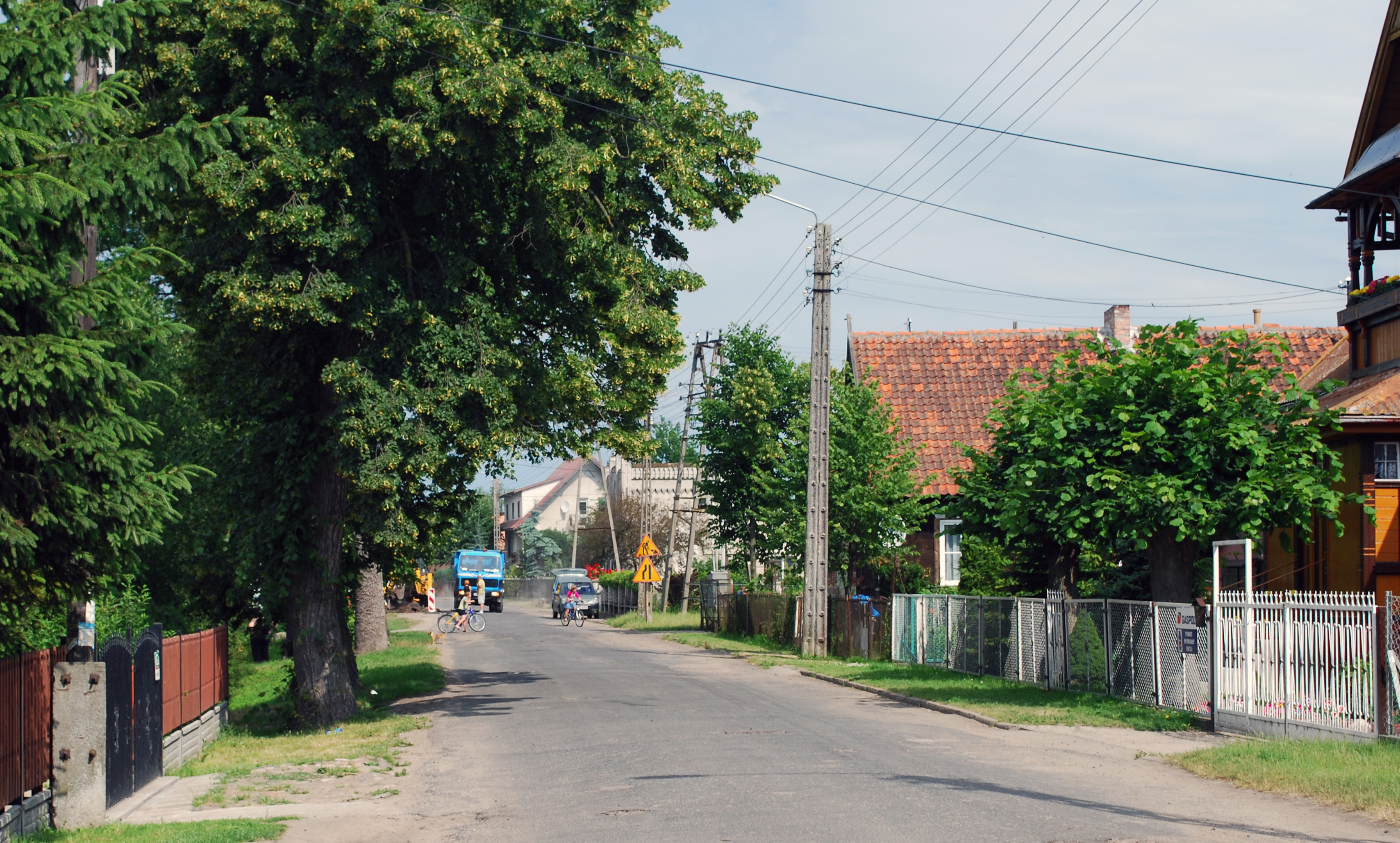
Dorfstraße (2010)

Tiegenort wurde 1349 durch den Hochmeister Heinrich Dusemer von Arfberg gegründet. Der Ort gehörte zur Scharpau, dem Fischamt des Deutschen Ordens. Das Gebiet kam 1454 mit Königlich Preußen vom Deutschordensstaat an die Woiwodschaft Marienburg des Königreichs Polen und wurde drei Jahre später von König Kasimir IV. an die Stadt Danzig verpfändet. Es ging später in den Besitz des Bischofs des Ermlands über, von dem es wiederum die Stadt Danzig 1530 erwarb. Nach der Reformation wurde die Pfarrkirche lutherisch, Katholiken wurden 1629 nach Tiegenhagen eingepfarrt. Die mennonitische Gemeinde entstand nach der Teilung der Gemeinde im Großen Marienburger Werder im Jahr 1735. Im Jahr 1793 wurden vier Familien, 1820 24 und 1885 15 Mennoniten gezählt.
Mit der zweiten Polnischen Teilung wurden Tiegenort und die Scharpau 1793 von Preußen annektiert. Es war das einzige der ehemaligen Danziger Gebiete, das 1807 nicht zur Republik Danzig kam. Auswanderer gründeten 1823 bei Mariupol im Russischen Reich die römisch-katholische Kolonie Tiegenort (Kolonie Nr. 16), heute Antoniwka (Антонівка) in der Ukraine. Am 1. Januar 1874 wurde die Kreisordnung für die Provinz Preußen eingeführt, diese wurde vier Jahre später wieder in die Provinzen Ost- und Westpreußen geteilt. Am 25. April 1874 wurde der Amtsbezirk Nieder-Scharpau aus sechs Landgemeinden gebildet. Vor 1881 erfolgte die Umbenennung in Niedere Scharpau. Die Zahl der Landgemeinden wurde bis 1908 auf zwei verringert. Neben Holm behielt Tiegenort den Status einer Landgemeinde. Die Einwohnerzahl stieg von 376 (in 1885) auf 503 (1905) und 542 (1910) an. Sitz des Amtsgerichts war Tiegenhof. Zu Tiegenort gehörten die Wohnplätze Neuendorf und Krugpfütze (zeitweise Notdurft genannt).
Im Jahr 1900 wurde der Ort an das Schmalspurbahnnetz der Westpreußischen Kleinbahnen AG – heute Żuławska Kolej Dojazdowa angeschlossen.
Der Amtsbezirk wurde gemäß den Bestimmungen des Friedensvertrags von Versailles am 10. Januar 1920 an die Freie Stadt Danzig abgetreten. Das Gebiet kam dort zum Landkreis Großes Werder (bis 1920 Landkreis Großer Werder). Nach dem deutschen Überfall auf Polen kam das Gebiet von 1939 bis 1945 zum Reichsgau Danzig-Westpreußen und in der Folge des Zweiten Weltkriegs an die Republik Polen. Die deutschen Dorfbewohner wurden vertrieben.
Der Ort gehört seit 1973 zur Landgemeinde Stegna. Die Landgemeinde war von 1954 bis 1972 in Gromadas aufgelöst. Von 1975 bis 1998 war der Powiat aufgelöst und Ort und Gemeinde kamen zur Woiwodschaft Elbing. Zum 1. Januar 1999 kam die Gemeinde zum Powiat Nowodworski der Woiwodschaft Pommern. Die Einwohnerzahl von Tujsk sank von 760 (1998) auf 686 (2002) und 668 (2011).

## Sehenswürdigkeiten

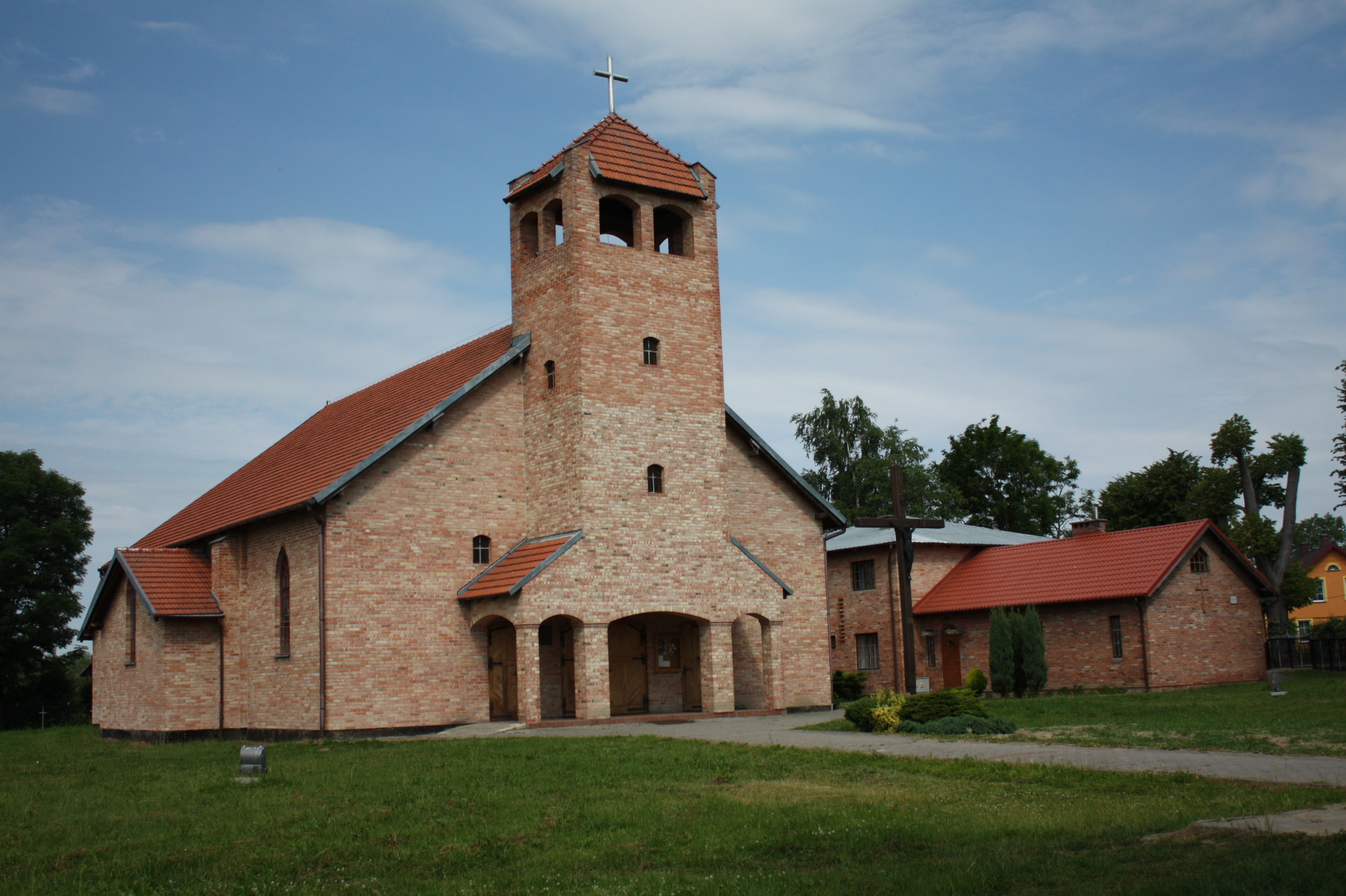
Pfarrkirche (2010)

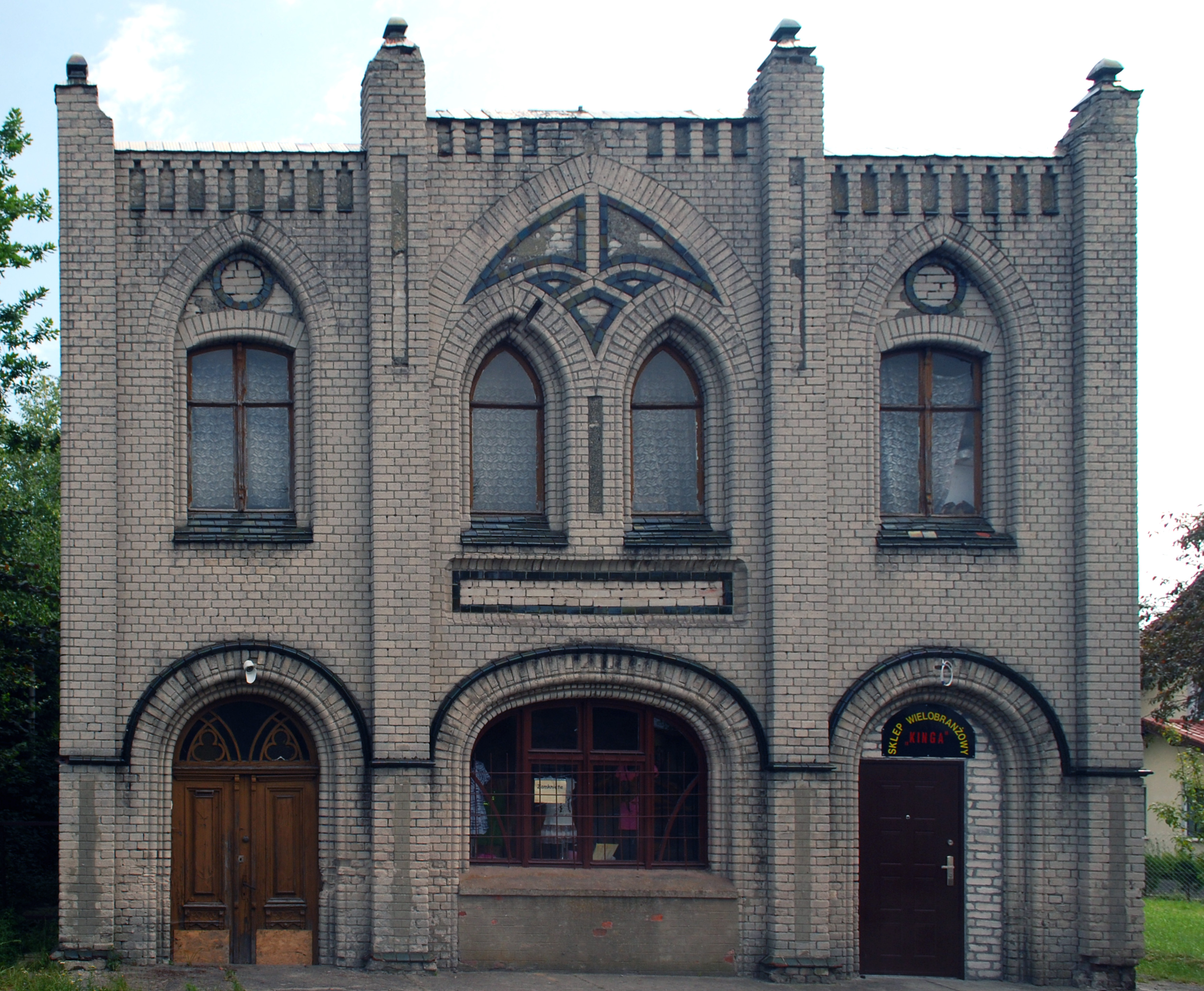
Ehemalige mennonitische Kirche (2010)

- Die moderne römisch-katholische Pfarrkirche (św. Stanisława Biskupa i Męczennika) wurde in den Jahren von 1990 bis 1997 errichtet
- Die ehemalige mennonitische Kirche diente längere Zeit als Ladengeschäft
- In Tujsk stehen noch zahlreiche Holzhäuser

## Bildung

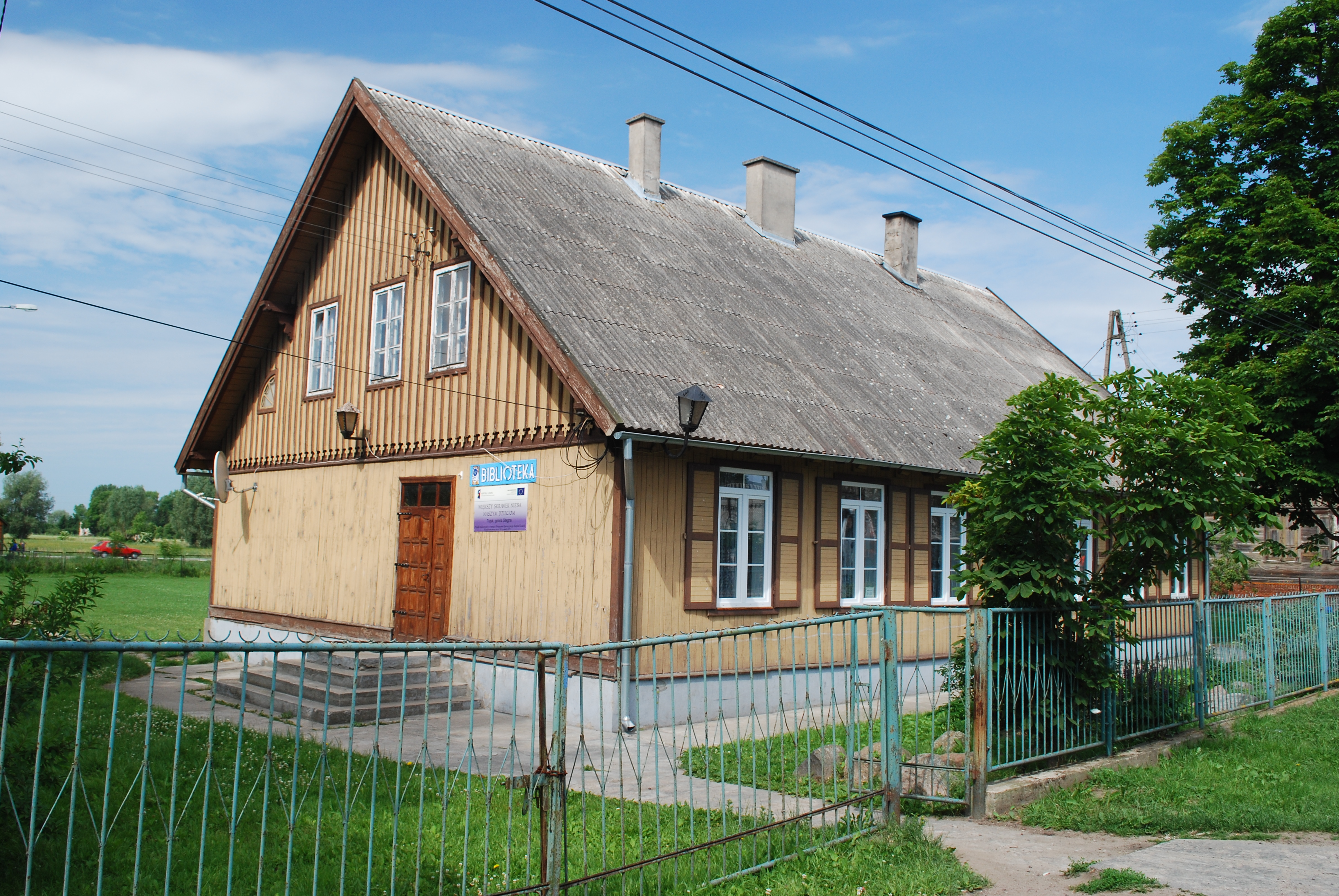
Bibliothek des Dorfs

Die neunklassige Szkoła Podstawowa (Grundschule) in Tujsk hatte 2021 184 Schüler, das dreiklassige Gimnazjum (Mittelschule) 60 Schüler. Die Bibliothek des Dorfs war 2021 mit 6120 Medieneinheiten ausgestattet.

## Verkehr
Durch Tujsk führt die Woiwodschaftsstraße DW502 (ehemals Reichsstraße 129) von der Kreisstadt nach Stegna an der Danziger Bucht der Ostsee. Die Kleinbahn Żuławska Kolej Dojazdowa dient nur noch dem Tourismus. Der nächste internationale Flughafen ist Danzig.

## Persönlichkeiten
Der Danziger Fernkaufmann Abraham Muhl (1686–1757) war in Tiegenort begütert.